# Parautogneta golosovae
Parautogneta golosovae är en kvalsterart som beskrevs av Rjabinin 1975. Parautogneta golosovae ingår i släktet Parautogneta och familjen Autognetidae. Inga underarter finns listade i Catalogue of Life.